# Fannyhessea
Fannyhessea es un género de bacterias coco grampositivas de la familia Atopobiaceae. Actualmente  (2024) contiene una sola especie: Fannyhessea vaginae. Fue descrito en el año 2018. Su etimología hace referencia a la microbióloga Angelina Fanny Hesse. El nombre de la especie hace referencia a vagina. Anteriormente conocida como Atopobium vaginae, que fue descrita en 1999.
Es anaerobia e inmóvil. Crece de forma individual, en parejas o cadenas cortas. Temperatura de crecimiento óptima de 37 °C. Tiene un genoma de 1,43 Mpb y un contenido de G+C de 42,7%. Se ha aislado de la microbiota vaginal de una persona sana. Por lo general, se aísla del 80% de las mujeres con vaginosis bacteriana y está implicada en los fracasos de tratamiento. También se han informado infecciones con bacteriemia.

## Patologías Asociadas
Hay 10 casos publicados previamente de infecciones por F. vaginae. Estas infecciones por F. vaginae ocurrieron en infecciones del torrente sanguíneo ( Knoester et al., 2011 ; Chan et al., 2012 ; Dauby et al., 2019 ; Taillandier et al., 2020 ), absceso tubo-ovárico ( Geissdörfer et al., 2003 ), vaginosis bacteriana ( Burton et al., 2004 ), endometritis uterina ( Yamagishi et al., 2011 ), hematoma subcoriónico ( Jacqmin et al., 2018 ), endocarditis ( Mansell et al., 2018 ) e infección de prótesis articular ( Massa et al., 2022 ).  Bacteriemia en mujeres embarazadas (Peng, 2023).

### Tratamiento
Los antibióticos basados en penicilina, como amoxicilina y piperacilina, se utilizaron principalmente en el tratamiento de infecciones por F. vaginae en los casos notificados. También la cepa puede ser inhibida por bajas concentraciones de ampicilina (CMI de 0,094 μg/mL), penicilina (CMI de 0,19 μg/mL), ampicilina/sulbactam (CMI de 0,75 μg/mL) y piperacilina/tazobactam (CMI de 0,38 μg/mL). 